# Sackflügelfledermäuse
Die Sackflügel- oder Zweistreifenfledermäuse (Saccopteryx) sind eine in Amerika lebende Gattung der Glattnasen-Freischwänze (Emballonuridae).

## Namensgebung
Die Gattung Saccopteryx beinhaltet fünf Arten, die von Südmexiko bis Südostbrasilien vorkommen. Namensgebend für diese Gattung ist eine sackförmige Einstülpung in der Vorderflughaut (Antebrachium) der Männchen (saccus: lat. der Sack; pteron: gr. der Flügel). Weibchen besitzen nur ein Rudiment dieser Tasche. Der Artname von Saccopteryx bilineata bezieht sich auf zwei Streifen im Rückenfell, die jedoch auch die drei anderen Arten der Gattung Saccopteryx tragen.

## Quartier
Fledermäuse der Gattung Saccopteryx verbringen den Tag an relativ gut beleuchteten Stellen zum Beispiel an den Öffnungen von Baumhöhlen, in den Nischen zwischen Brettwurzeln, in Einbuchtungen von Baumstämmen oder aber auch an menschlichen Bauwerken. Sie hängen dabei in der Regel nicht von der Decke, sondern an vertikalen Strukturen. Die Individuen einer Kolonie halten einen Mindestabstand von einigen Zentimetern zueinander aufrecht.

## Verhalten
Die meisten Verhaltensbeobachtungen wurden an Saccopteryx bilineata durchgeführt. Die Tasche der Männchen beinhaltet eine duftende Flüssigkeit, die von den Männchen im Schwirrflug den Weibchen zugefächelt wird. Histologische Untersuchungen ergaben, dass das Taschenepithel keine Drüsenzellen besitzen. In den Nachmittagsstunden füllen die Männchen Sekrete aus verschiedenen Körperregionen in die Taschen (Speichel, Urin, Sekret der Gulardrüse und einer Genitaldrüse). Der Duft der Taschen wird im Anschluss den Weibchen zugefächelt. Zusätzlich zur Balz im Schwirrflug äußern die Männchen auch Gesänge, mit denen sie Weibchen anlocken.

## Paarungssysteme
Bisher sind nur die Paarungssystem von Saccopteryx bilineata und S. leptura beschrieben. Saccopteryx leptura hat ein monogames Paarungssystem, bei dem in der Regel ein Männchen mit einem Weibchen im Tagesquartier zusammenhängt. Die Kolonien von Saccopteryx bilineata können mehrere Dutzend Individuen zählen. Die soziale Untereinheit besteht aus einem adulten territorialen Männchen und mehreren Weibchen. In der Vergangenheit wurden derartige Paarungssysteme als harem-polygyn beschrieben. Molekulargenetische Analysen erbrachten, dass die territorialen Harem-Männchen die Weibchen ihrer Gruppe nicht monopolisieren können. Dennoch zeugen Harem-Männchen mehr Nachkommen als solche, die keine Weibchengruppe verteidigen. Die Anzahl der Nachkommen eines Harem-Männchens nimmt mit der Haremgröße zu. Da Männchen, die keine Weibchengruppe verteidigen, ebenfalls Nachkommen zeugen, wird vermutet, dass die Weibchenwahl (engl. female choice) in diesem Paarungssystem von Bedeutung ist. Männchen interagieren nur selten mit den territorialen Männchen. Experimente in einer Kolonie von Sackflügelfledermäusen erbrachten, dass Männchen ohne Weibchengruppe in Schlange stehen, um den Platz eines Harem-Männchens einzunehmen, falls dieses fehlen sollte. Da es nur wenige direkte Männchen-Männchen-Interaktionen gibt und Flugmanöver sowohl bei der territorialen Verteidigung als auch der Balz von Bedeutung sind, haben kleine Männchen vermutlich einen selektiven Vorteil.

## Arten
Die folgenden fünf Arten werden in diese Gattung gestellt:
- Saccopteryx antioquensis
- Große Sackflügelfledermaus (Saccopteryx bilineata)
- Saccopteryx canescens
- Saccopteryx gymnura
- Saccopteryx leptura